# Fontilles
Fontilles és una fundació sense ànim de lucre i un sanatori situat a la Vall de Laguar (Marina Alta) creat pel jesuïta pare Carles Ferris en 1909, per confinar dintre del seu recinte els malalts de lepra.
Actualment, i donat que aquesta malaltia ha remés, s'han recondicionat uns pavellons com a residència de gent major.
Declarada d'Utilitat Pública en 1966, Fontilles pertany a la Federació Internacional de Lluita contra la Lepra (ILEP), formada per 15 associacions de 13 països.

## Història
Fontilles va ser fundada en 1902 pel sacerdot jesuïta Carles Ferris i l'advocat Joaquín Ballester per a atendre els malalts de lepra. En 1909 s'obrí el Sanatori Sant Francesc de Borja.
Poc temps després d'acabada la Guerra Civil espanyola entrà a dirigir aquest centre el jesuïta català Ignasi Romañá Pujó, qui li donà un gran impuls mercès al seu proselitisme.
En 1947 comencen en el sanatori els cursos de leprologia per a metges i auxiliars sanitaris de l'Estat espanyol i de l'estranger. Actualment se segueixen impartint aquests cursos, als quals cada any assisteixen més de 70 metges, infermers, missioners, treballadors socials, etc..., que es troben combatent la lepra per tot el món.
En 1968 s'inicia el règim ambulatori dels malalts en tractament, que viuen a les seues llars i acudeixen al sanatori a revisió.
En els anys 90, Fontilles decideix utilitzar els seus mitjans i la seua experiència per a seguir treballant en la lluita contra la lepra en els països més afectats. Així, Fontilles desenvolupa projectes de cooperació en països d'Amèrica, Àsia i Àfrica. El seu treball se centra en tres àrees: sanitat, solidaritat i informació.
En el 2002 Fontilles treballava en projectes a estats com la Xina, l'Índia, Guinea Equatorial, el Brasil, Costa Rica, Colòmbia i Nicaragua.

## Finançament
Les principals fonts de finançament de Fontilles són d'origen privat —donacions, llegats, tercera edat, etc.—, no arribant al 10% els ingressos de diners públics.